# Hartzviller
Hartzviller település Franciaországban, Moselle megyében. Lakosainak száma 939 fő (2022. január 1.). Hartzviller Brouderdorff, Hesse, Nitting, Troisfontaines és Voyer községekkel határos.

## Népesség
A település népességének változása:
| Lakosok száma | 853  | 913  | 849  | 931  | 915  | 907  | 912  | 917  | 926  | 939  |
|               | 1968 | 1982 | 1990 | 2006 | 2013 | 2015 | 2017 | 2019 | 2020 | 2022 |